# Skälby gård, Järfälla kommun

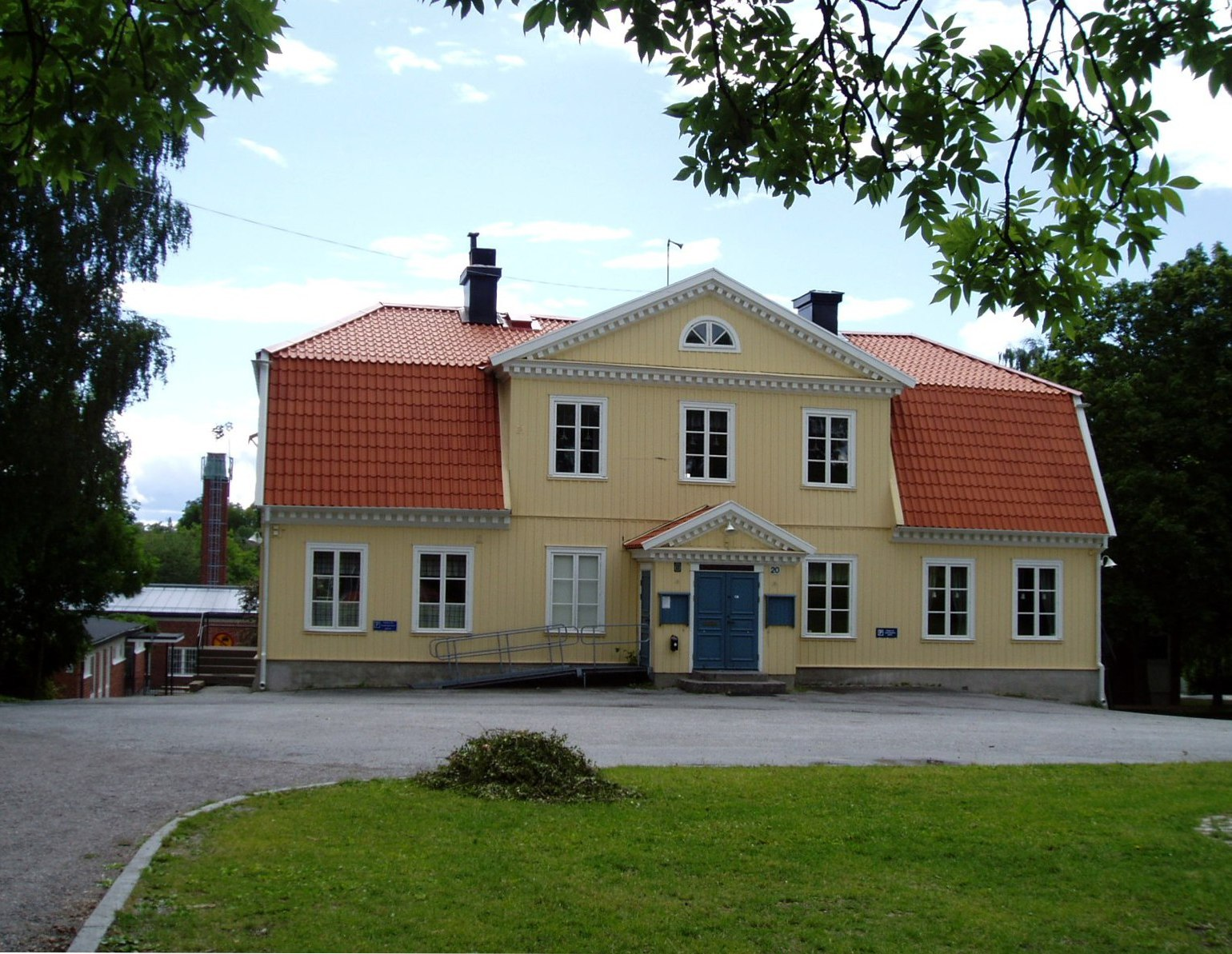
Huvudbyggnaden

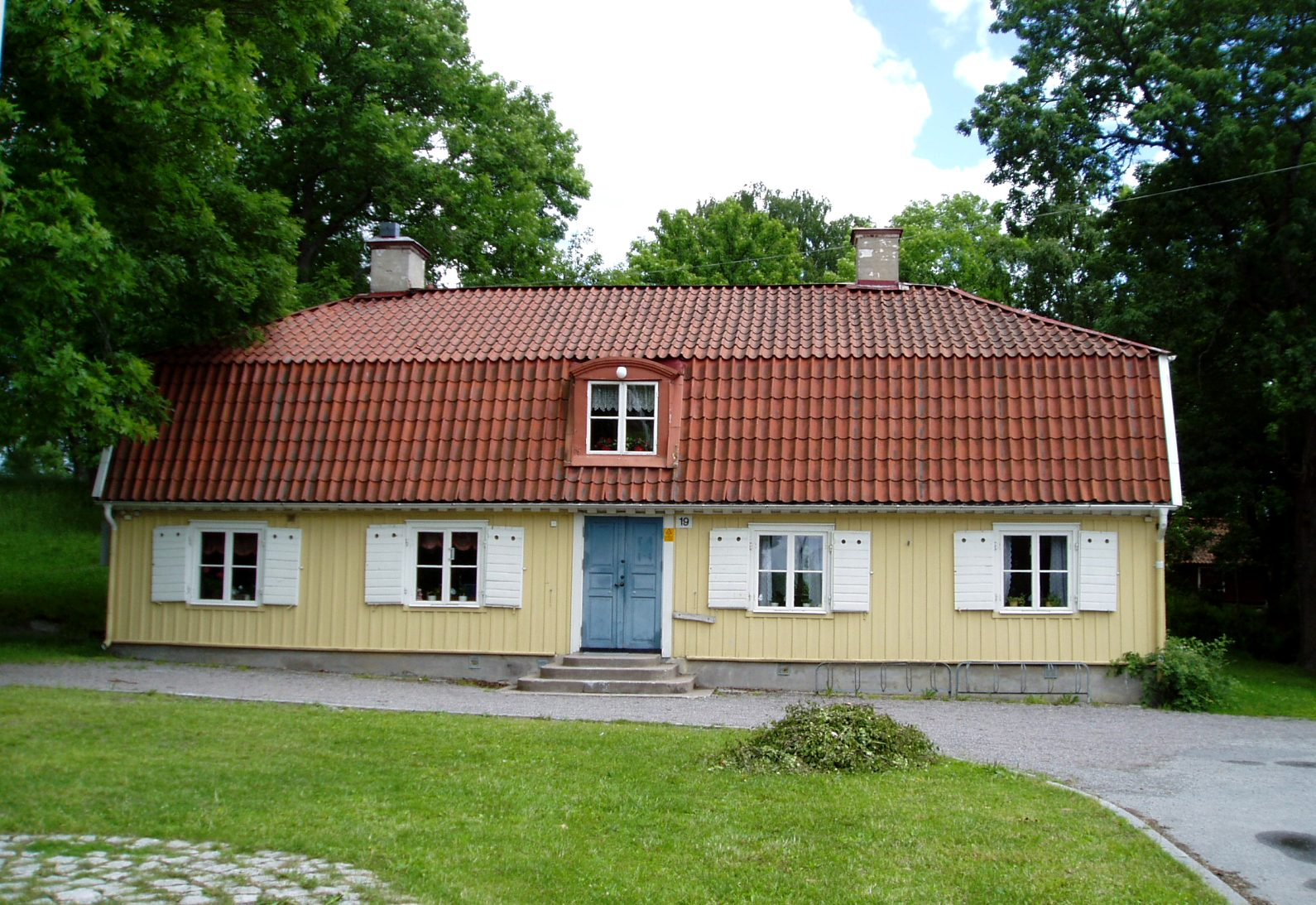
Annexet

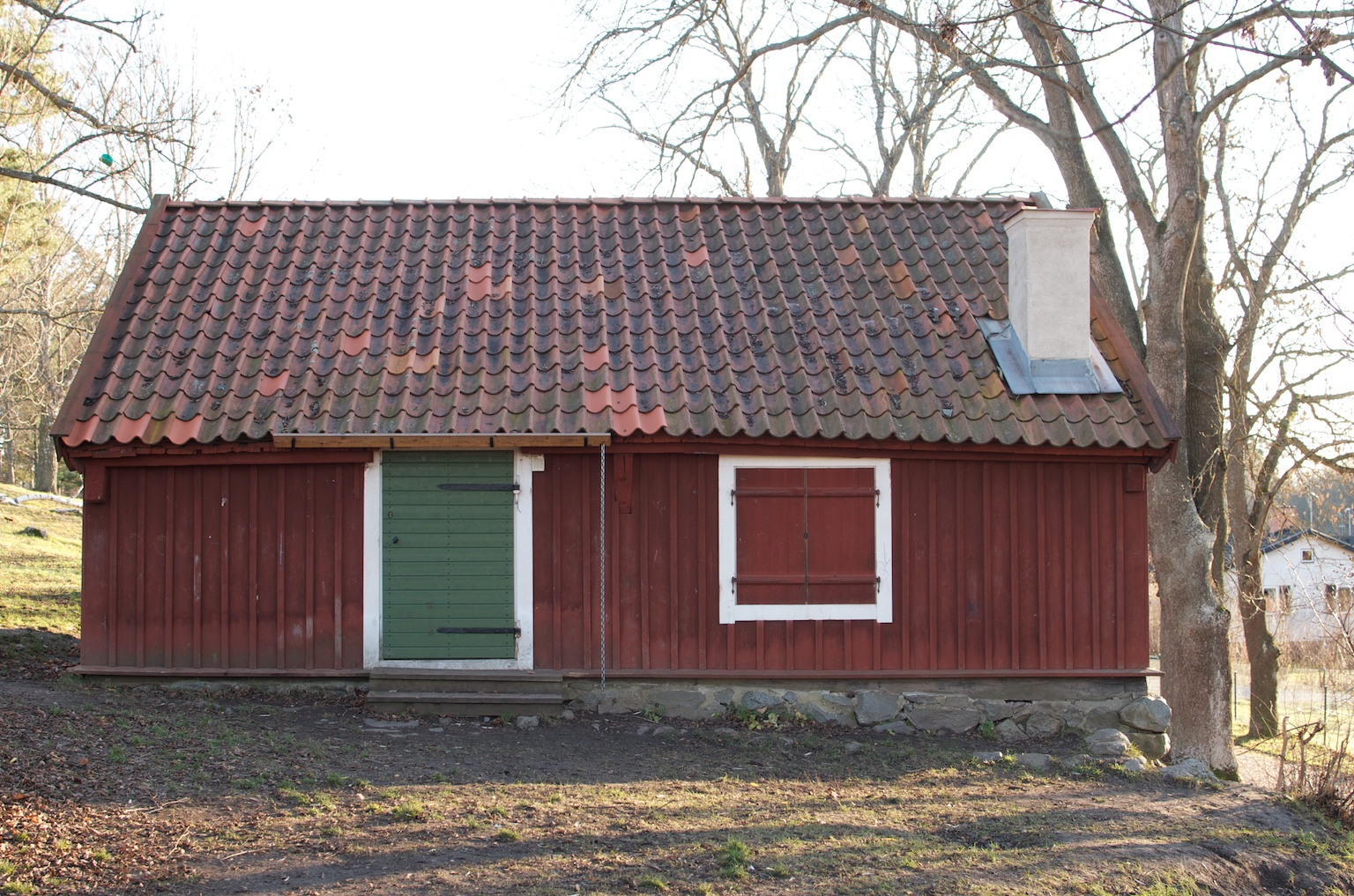
Grytan

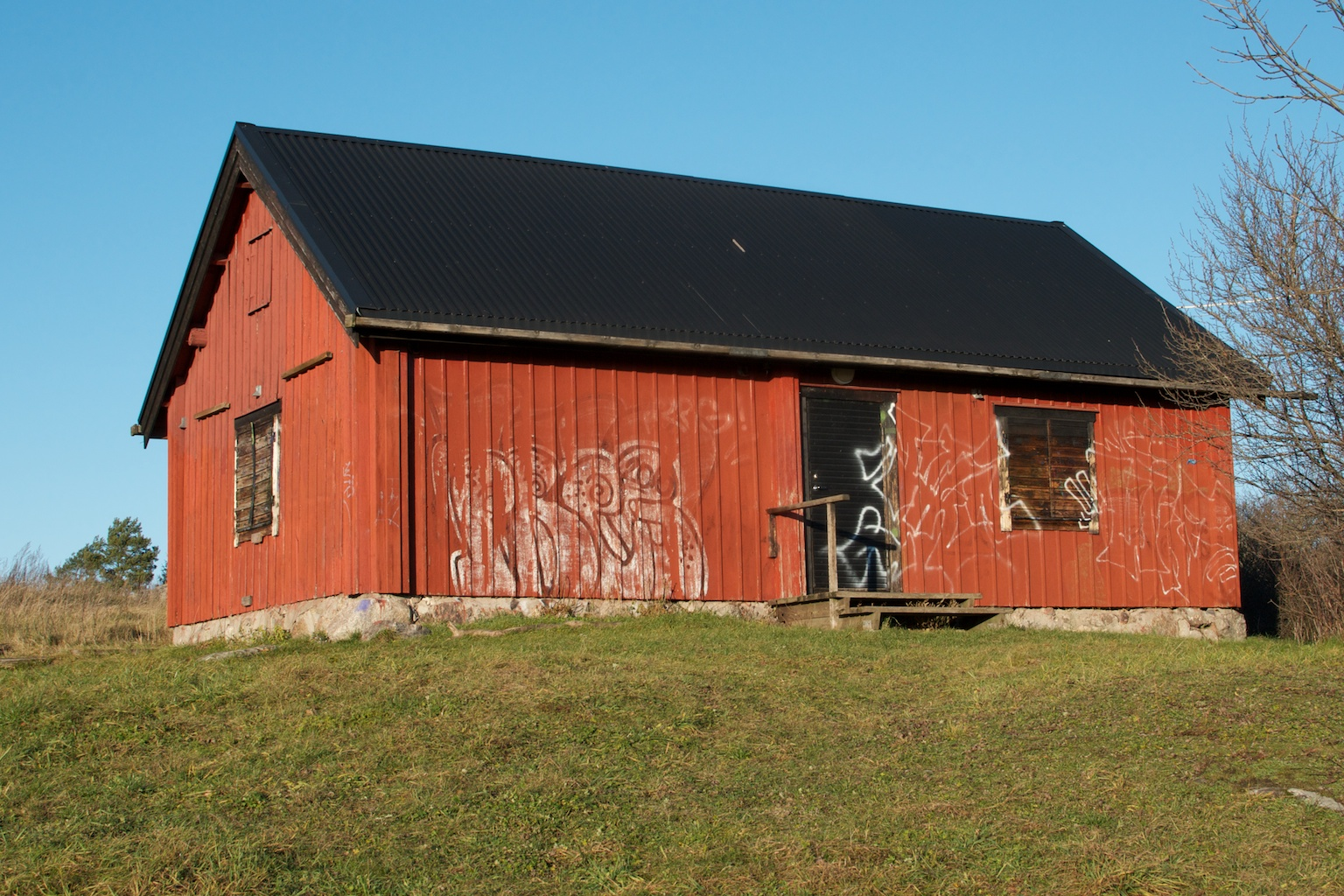
Mjölnarbostaden

Skälby gård är en herrgård och tidigare säteri i Järfälla socken i Järfälla kommun. Skälby gård har funnits sedan 1500-talet, men den nuvarande huvudbyggnaden byggdes 1802. Gården ligger mellan fyra gravfält.

## Gårdens uppbyggnad
Gården består av fyra byggnader.

### Huvudbyggnaden
Nuvarande huvudbyggnaden byggdes år 1802.

### Annexet
Antagligen den ursprungliga huvudbyggnaden. Genomgripande om- och tillbyggnad skedde år 1755.

### Grytan
50 meter sydost om annexet. Gammal arbetarbostad som har fått sitt namn efter sina tre skorstenar som liknar en upp- och nedvänd gryta. Efter restaurationen 1995-1996 har dock taket ersatts av en modernare konstruktion

### Mjölnarbostaden
På Vårdkaseberget nordväst om gården finns en liten stuga som används till scoutverksamhet. Stugan är en gammal mjölnarbostad. Kvarnen på Vårdkaseberget brann ner till grunden påsken år 1939. Varje år eldas Valborgsmässobrasan på den plats där kvarnen stod.

## Historia
På 1500-talet var Skälby en by med två gårdar, Östergården och Västergården. 1599 betalade Västergårdens ägare, bonden Anders Eriksson, socknens högsta förmögenhetsskatt. Den nuvarande huvudbyggnaden uppfördes 1802. Huvudbyggnaden köptes av Järfälla kommun 1949 och annexet 1958.
Barkarby-Skälby Bygdegårdsförening disponerar gården för föreningsverksamhet och hyr ut den som festlokal.